# Nicomachus Gerasenus

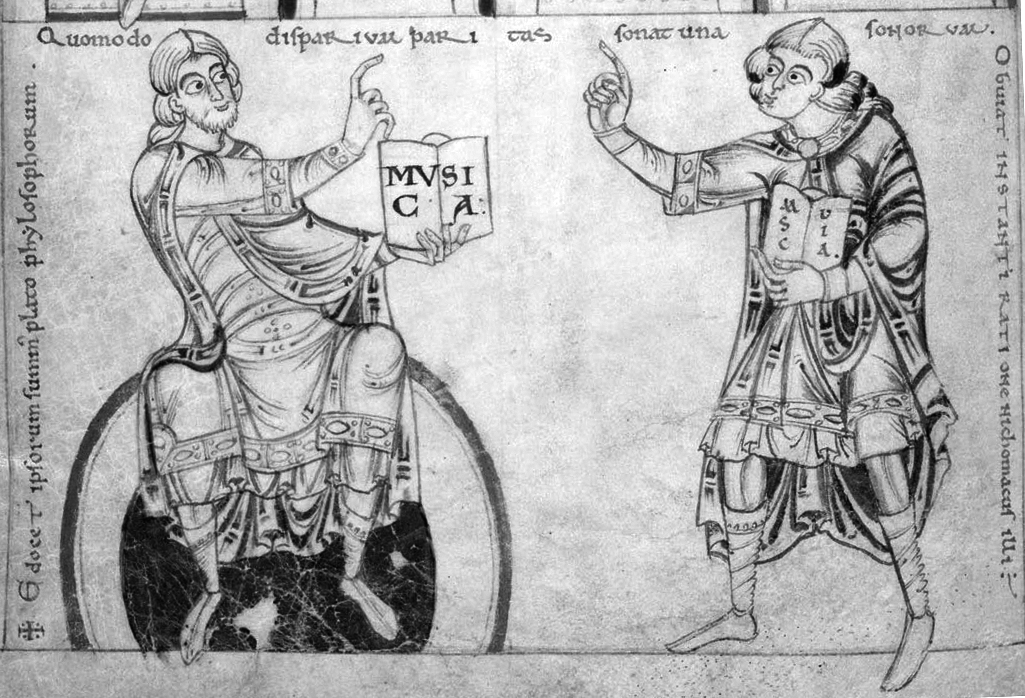
Plato en Nicomachus als uitvinders van de muziek (12e eeuw)

Nicomachus van Gerasa of ook Nicomachus Gerasenus (soms geschreven als Nikomachos; Grieks: Νικόμαχος) (Gerasa , ongeveer 60 – 120) was een belangrijk wiskundige in de Griekse oudheid. Hij is vooral bekend om zijn Introductio Arithmeticae (in het Grieks geschreven inleiding in de rekenkunde). Het boek was een standaardwerk op de platonische scholen vanwege de mystieke getallenleer. Nicomachus werd beïnvloed door Aristoteles en was een neopythagoreër.

## Filosofie en wiskunde
In Introductio Arithmeticae bestudeerde Nicomachus de getallen. Het is min of meer een populaire inleiding tot de rekenkunde. Hij zocht naar de mystieke en goddelijke betekenis van de getallen, die hij, op een begrijpelijke manier, vergeleek met de categorieën van Aristoteles. Het is daarom geen boek over rekenen zoals dat wij dat heden ten dage kennen, maar het is meer een rechtvaardiging c.q. toepassing van de pythagoreïsche filosofie (“alles is getal”).
In het boek definieerde Nicomachus even en oneven getallen, priemgetallen, samengestelde getallen, bevriende en perfecte getallen. Hij vond de eerste vier perfecte getallen: 6, 28, 496, 8128. Hij merkte voorts op dat door de oneven getallen in blokken samen te nemen (1, 3 + 5, 7 + 9 + 11, ...) de opeenvolgende derde machten van de natuurlijke getallen ontstaan (13, 23, 33, ...). Ook schreef hij over figuratieve getallen en verhoudingen. Het werk van Nicomachus is slechts een observatie van de eigenschappen van getallen; het bevat alleen voorbeelden, geen bewijzen. Het boek geeft evenwel een beter begrip van de filosofie van Pythagoras en Plato binnen het wiskundige domein.
In het boek staat ook de eerste Griekse tafel van vermenigvuldiging (boek I, 19); Nicomachus noemt ook de zeef van Eratosthenes (boek I, 13).
Een Latijnse vertaling van het boek door Anicius Boëthius (ca. 480–525) werd tot in de renaissance op scholen gebruikt.
In 1926 is het boek, voorzien van een uitgebreide toelichting, vertaald in het Engels.